# Больцман, Людвиг

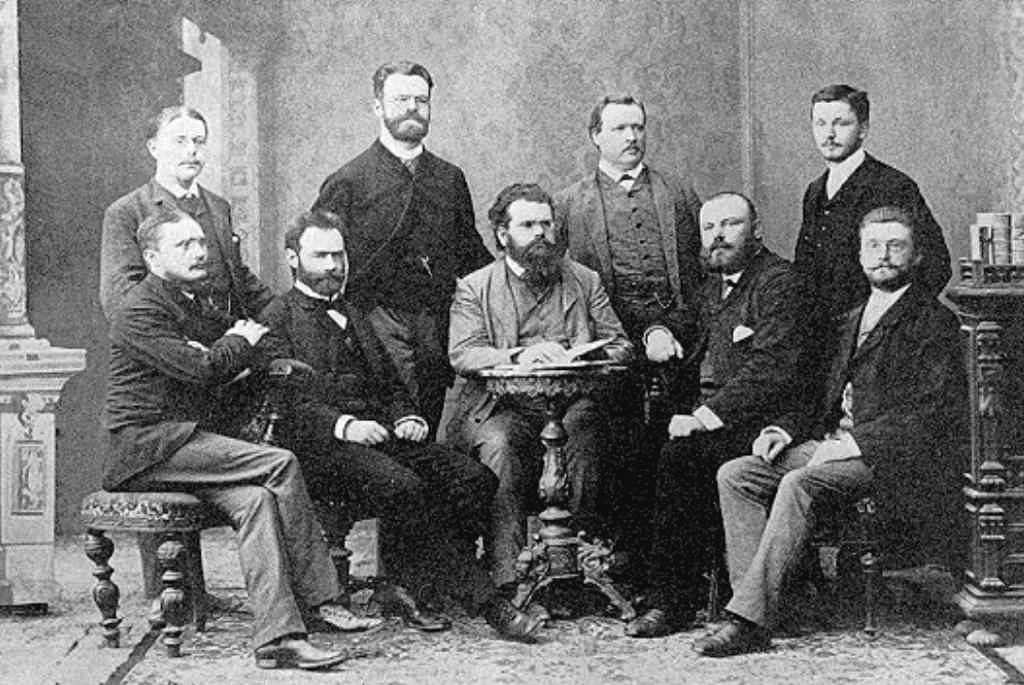
Людвиг Больцманн (сидит посредине) со своими коллегами в Граце. Фото. 1887

Лю́двиг Бо́льцман (нем. Ludwig Eduard Boltzmann; 20 февраля 1844, Вена — 5 сентября 1906, Дуино, Цислейтания) — австрийский физик-теоретик, основатель статистической механики и молекулярно-кинетической теории.
Член Венской Императорской академии наук (1885), иностранный член Лондонского королевского общества (1899), член-корреспондент Петербургской академии наук (1899), Парижской академии наук (1900) и ряда других.

## Биография
Людвиг Эдуард Больцман родился 20 февраля 1844 года в городе Вене Австрийской империи, ныне город — столица Австрийской Республики. Его отец, Людвиг Георг Больцман (1802—1859), работал в имперской внутренней налоговой службе, в 1837 году женился на дочери купца Марии Пауерфайнд, умер от туберкулёза. Брат Альберт (1846—1861), умер от туберкулёза легких будучи еще учеником гимназии, а младшая сестра Хедвига трагически умерла в 30 лет от помрачения разума. Родственники со стороны отца были протестантами, а со стороны матери — католиками.
Вскоре семья переехала в город Вельс, а затем в город Линц, где в 1863 году Больцман с отличием окончил гимназию. В 1866 году он окончил Венский университет, где учился у Йозефа Стефана и Иоганна Йозефа Лошмидта, и защитил докторскую диссертацию. В 1867 году стал приват-доцентом Венского университета и в течение двух лет являлся ассистентом профессора Йозефа Стефана. В 1868 году получил степень доктора.
В 1869 году Больцман был приглашён на должность ординарного профессора математической физики в Грацском университете с обязательством читать курс «Элементы высшей математики». В 1873 году стал ординарным профессором математики Венского университета, сменив в этой должности своего наставника Мотта. Однако вскоре (в 1876 году) вернулся в Грац, где стал профессором экспериментальной физики и директором Физического института, нового учреждения, где в своё время работали Вальтер Нернст и Сванте Аррениус.
17 июля 1876 года женился на Генриетте фон Айгентлер, студентке математического факультета, которая была на 10 лет младше. В доме жизнерадостного профессора устраивались музыкальные вечера, и Больцман сам садился за рояль. Любимыми его композиторами были Вольфганг Амадей Моцарт и Людвиг ван Бетховен. Пара вела светскую жизнь, часто посещала театры, организовывала пикники в окрестностях Граца. В семье было два сына: Людвиг Хьюго (1878) и Артур Людвиг (1881) и три дочери: Генриетта (1880), Ида (1884) и Эльза (1891).
В 1878 году стал деканом философского факультета Грацского университета. В 1887 году стал ректором Грацского университета.
Став известным теоретиком, Больцман в 1890 году стал профессором теоретической физики в Мюнхенском университете, город Мюнхен, Королевство Бавария, Германская империя. В 1895 году вернулся в Вену в качестве преемника Йозефа Стефана по должности профессора теоретической физики. Спокойно вести научную и педагогическую работу Больцману не удавалось, поскольку в это время профессором философии Венского университета был Эрнст Мах, который в своих лекциях отрицал атомистические представления, лежавшие в основе больцмановской теории. 
4 декабря 1899 года избран членом-корреспондентом Императорской Санкт-Петербургской академии наук по разряду физическому физико-математического отделения. Представление сделали: князь Борис Борисович Голицын и Михаил Александрович Рыкачёв.
В 1900 году Больцман стал профессором теоретической физики в Лейпцигском университете, город Лейпциг, Королевство Саксония, Германская империя. Там столкнулся с сопротивлением другого анти-атомиста Вильгельма Оствальда. В 1902 году Больцман вновь вернулся в Вену, где занял (помимо кафедры теоретической физики) ещё и освобождённую Махом кафедру натурфилософии, обеспечив себе таким образом комфортные условия для работы. Больцмана многократно приглашали читать лекции в различных университетах Европы и Америки.
К 1900 году у Больцмана развилась тяжёлая форма астмы, он переживал мучительные приступы болезни и сильно страдал от болей. Напряжённая полемика вокруг молекулярно-кинетической теории сказывалась на состоянии его нервной системы.
Летом 1905 года Больцман предпринял путешествие в Соединённые Штаты Америки, где прочитал 30 лекций на английском в рамках летней школы в Калифорнийском университете в Беркли, город Беркли, штат Калифорния. О своей поездке он оставил юмористическое эссе «Путешествие немецкого профессора в Эльдорадо».

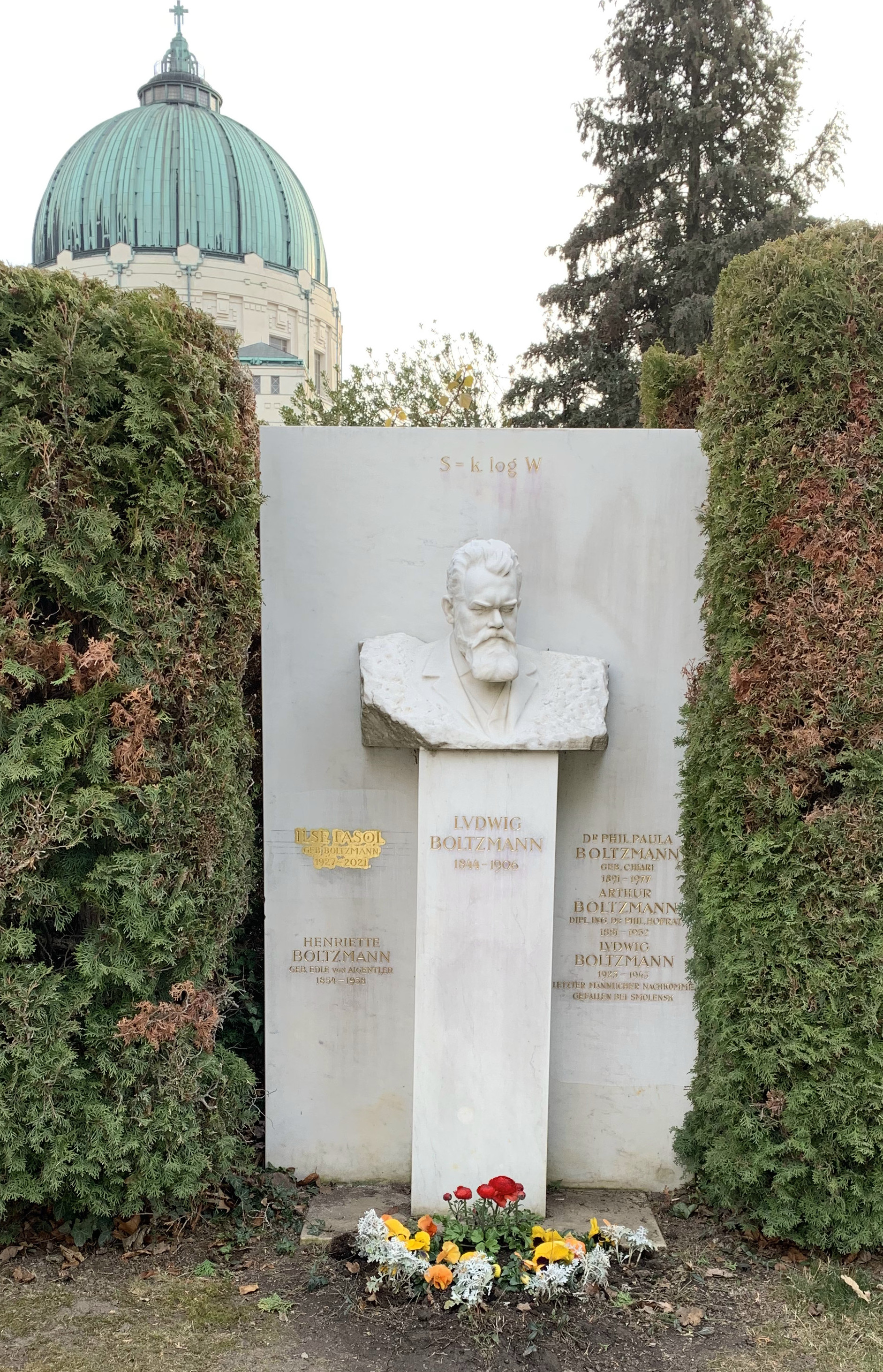
Последнее место упокоения Больцмана, его жены и потомков на Центральном кладбище в городе Вене

В 1906 году Больцман прервал лекции и отправился на лечение на курорт Дуино, недалеко от Триеста, вместе с женой и дочерью Эльзой. 
Людвиг Эдуард Больцман покончил с собой 5 сентября 1906 года повесившись на оконном шнуре в гостиничном номере гостиницы «Ples» в курортном посёлке Дуино района Монфальконе окняженного графства Горица и Градишка коронной земли Кюнстенланд (Австрийское Приморье) Королевств и земель, представленных в Рейхсрате (Цислейтания) Австро-Венгерской монархии, ныне посёлок входит в коммуну Дуино-Ауризина провинции Триест области Фриули-Венеция-Джулия Итальянской Республики. Самоубийство Больцмана связывают с депрессией, вызванной тем, что идеи развиваемой им статистической физики в то время не находили понимания в физическом сообществе. 
Изначально Людвиг Эдуард Больцман был похоронен на Дёблингском кладбище города Вены Австро-Венгерской монархии, ныне город — столица Австрийской Республики. В 1929 году был перезахоронен на Центральном кладбище того же города. На могильном камне  Больцмана работы скульптора Густинуса Амбрози выбита установленная им формула
{\displaystyle S=k\log W,}
связывающая энтропию {\displaystyle S} термодинамического состояния с числом соответствующих микросостояний {\displaystyle W}. Коэффициент {\displaystyle k=1{,}380\,649\times 10^{-23}} Дж·К−1 носит название постоянной Больцмана.
Вместе с Людвигом Больцманом похоронены: 
- жена Генриетта, (левый нижний угол: Henriette Boltzmann - geb. Edle von Aigentler, 1854–1938);
- сын Артур Больцман, авиатор и метролог (справа в середине: Arthur Boltzmann - Dipl. Ing. Dr. Phil. Hofrat, 1881–1952);
- Паула, жена Артура (верхний правый угол: Dr. Phil. Paula Boltzmann - geb. Chiari, 1891–1977).
- Людвиг, сын Артура и Паулы, внук и последний потомок Больцмана по мужской линии, погибший в 1943 году под Смоленском (нижний правый угол: Ludwig Boltzmann 1923–1943, Letzter Männlicher Nachkomme. Gefallen bei Smolensk).
- Ильзе, дочь Артура и Паулы, внучка Больцмана и хранитель его научного наследия (верхний левый угол: Ilse Fasol - geb. Boltzmann, 1927–2021).

## Научная деятельность

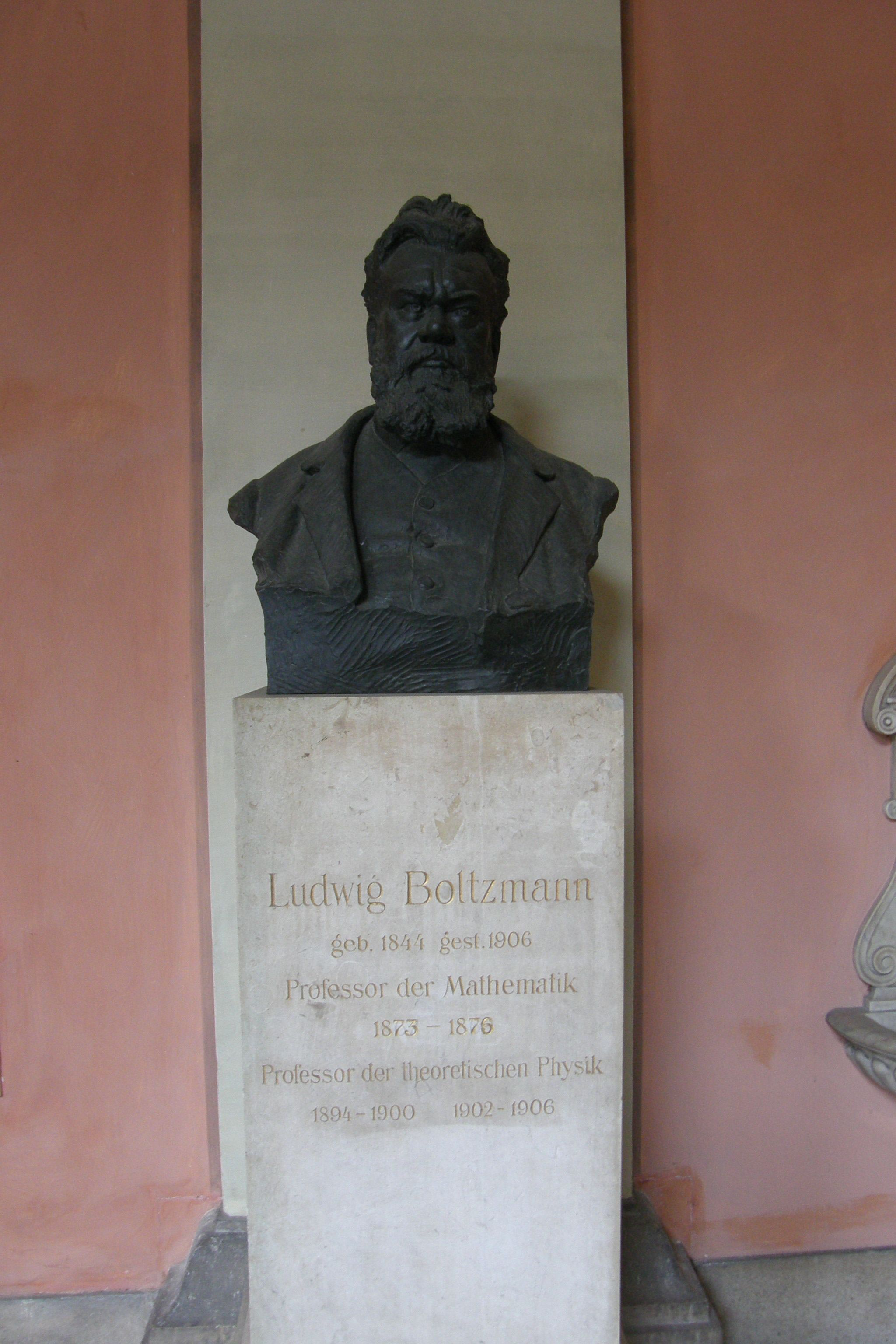
Бюст Больцмана в Венском университете

Работы Больцмана касаются преимущественно кинетической теории газов, термодинамики и теории излучения, а также некоторых вопросов капиллярных явлений, оптики, математики, механики, теории упругости и т. д.
В 1871 году предложил эргодическую гипотезу для обоснования закономерностей статистической физики.
В 1872 году вывел основное уравнение микроскопической теории неравновесных процессов (физической кинетики), носящее его имя, а также установил так называемую H-теорему, выражающую закон возрастания энтропии для изолированной системы. В том же году показал статистический характер второго начала термодинамики, связав энтропию замкнутой системы с числом возможных микросостояний, реализующих данное макросостояние. Это стало указанием на несостоятельность представления о «тепловой смерти Вселенной».
Больцман являлся активным сторонником атомистических представлений и отстаивал их в борьбе с представителями махизма и других идеалистических учений (среди них — Э. Мах и В. Оствальд).

### Кинетическая теория газов и статистическая физика
В 1871—1872 годах Больцман опубликовал три важные работы: «О тепловом равновесии многоатомного газа», «Аналитическое доказательство 2-го закона механической теории тепла» и «Дальнейшее исследование теплового равновесия газовых молекул». В этих исследованиях он анализировал установление теплового равновесия в газах и расширил распределение Максвелла на многоатомные молекулы и смеси газов. Полученное им больцмановское распределение стало основой для применения классической статистики во многих областях физики. В работе 1875 года «О тепловом равновесии в газе, на который действуют внешние силы» Больцман показал, что его предыдущие результаты применимы и к газам в поле внешних сил. В этой же работе он представил общее газокинетическое уравнение в форме, используемой до сих пор. Введя функцию H как средний логарифм функции распределения, он сформулировал и доказал H-теорему: эта функция с течением времени не может возрастать, что по поведению аналогично энтропии с обратным знаком. Он также показал, что только больцмановское распределение удовлетворяет условиям статистического равновесия. В 1877 году в работе «О связи между 2-м законом механической теории тепла и теорией вероятностей» Больцман указал связь H-функции со статистическим весом состояния системы, доказав, что наиболее вероятное состояние совпадает с состоянием теплового равновесия. Обобщив эти результаты на многоатомные молекулы и на системы в поле внешних сил, он вычислил функцию H для идеального одноатомного газа и обнаружил её пропорциональность энтропии. Это позволило связать энтропию с вероятностью данного макроскопического состояния через формулу S=k·lnW, ставшую одним из краеугольных камней статистической физики. В последующих работах Больцман разработал методы приближенного решения своего уравнения, вывел из него гидродинамические уравнения и исследовал возможность применения кинетической теории газов к случаям с силами притяжения между молекулами. Он также применил свой метод к изучению явлений переноса в газах, включая диффузию и внутреннее трение.

### Исследования в электромагнетизме
Больцман был одним из первых пропагандистов теории Максвелла, которая в то время казалась многим учёным слишком сложной. Его первая крупная экспериментальная работа была посвящена доказательству справедливости максвелловского соотношения между показателем преломления и диэлектрической постоянной вещества. Сначала он исследовал твёрдые изоляторы, определив методом конденсатора диэлектрические постоянные серы и парафина. Затем, преодолев значительные технические трудности, Больцман измерил диэлектрические постоянные различных газов: воздуха, водорода, кислорода, углекислого газа и других. Больцман первым теоретически вывел зависимость диэлектрической постоянной от направления в анизотропных средах и сам проверил этот вывод экспериментально, исследуя шар из кристалла ромбической серы. Этими работами он предоставил экспериментальные доказательства правильности теории Максвелла. В 1872—1874 годах Больцман изучал поляризацию диэлектриков в электрическом поле. В частности, он показал, что изменение ёмкости конденсатора объясняется именно поляризацией диэлектрика, а не его слабой проводимостью. Теоретические работы Больцмана в этой области включали исследования движения электричества на изогнутых поверхностях и взаимодействия частей электрического контура произвольной формы.

### Теория излучения и другие области исследований
В 1884 году Больцман теоретически вывел закон Стефана о тепловом излучении. Из общих соображений он получил формулу, связывающую давление и плотность энергии чёрного излучения, а затем, применив термодинамику к тепловому излучению, вывел известную формулу закона излучения. Лоренц назвал эту работу «перлом физики». Больцман также внёс вклад в теорию термоэлектричества, диамагнетизма и эффекта Холла, где указал возможность определения знака носителей заряда. Он исследовал явления электро- и магнитострикции, влияние магнитного поля на электрический разряд в разреженных газах, капиллярные явления и теплоёмкость газов. По идее Больцмана был построен прибор, позволяющий оптическим методом анализировать акустические колебания. С помощью этого метода были исследованы периоды, амплитуды, сдвиги фаз и другие характеристики колебаний в воздушных резонаторах. Несколько работ Больцмана посвящены теории упругого последействия. Он отстаивал теорию, согласно которой упругая сила зависит не только от мгновенной, но и от предшествующей деформации, и пытался подтвердить эту теорию опытами по крутильным колебаниям металлических стержней.

## Память

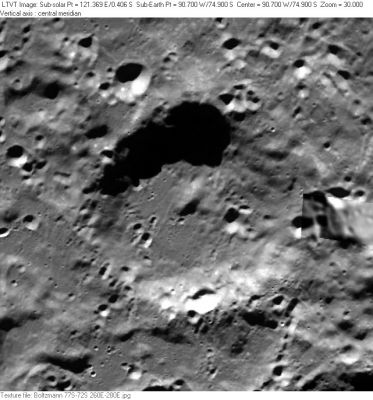
Кратер Больцман на видимой стороне Луны

- В 1964 году Международный астрономический союз присвоил имя Больцмана кратеру на видимой стороне Луны.
- Бюст в Венском университете, установлен в 1912 году
- Мемориальная доска на здании Грацского университета
- Мемориальная доска на гостинице «Ples» в посёлке Дуино, Италия, где Людвиг Больцман покончил с собой, открыта 20 февраля 2014 года, Duino no. 76 — 45°46′29″ с. ш. 13°36′14″ в. д.HGЯO[12]

## Публикации
- Больцман Л. Очерки по методологии физики. — М., 1929.
- Больцман Л. Кинетическая теория материи. — М., 1939.
- Больцман Л. Лекции по теории газов. — М.: Гостехиздат, 1953.
- Больцман Л. Статьи и речи. — М.: Наука, 1970.
- Больцман Л. Избранные труды. — М.: Наука, 1984. Часть 1. (недоступная ссылка) Часть 2. (недоступная ссылка) Часть 3. (недоступная ссылка)